# 말썽난 총각
"말썽난 총각"은 1971년 공개된 대한민국의 영화이다.

## 배역
- 노주현
- 문희
- 김지미
- 박암
- 이낙훈
- 황정순
- 사미자
- 안인숙
- 백일섭
- 한성
- 강민호
- 김창숙
- 방인자
- 윤희
- 김로사
- 이동민